# Восточный Барай
Восточный Барай (кхмер. បារាយណ៍ខាងកើត) — спущенное водохранилище в Ангкоре в Камбодже, на сегодняшний день частично застроено. Форма прямоугольная, вытянутая с востока на запад. Находится к востоку от Ангкор-Тхома.
Барай был построен приблизительно в 900 году во время правления Яшовармана I и назывался Яшодхарататака. Водохранилище запитывалось водой из реки Сиемреап. Во время постройки потребовалось даже перенести русло реки к востоку на 2 км. Размеры водоёма составляли 7150 м на 1740 м глубиной 5 м. Он вмещал в себя до 50 миллионов кубометров воды.
Во всех четырёх углах барая были найдены стелы с надписями. Однако, назначение этого и других бараев неизвестно, поскольку не найдено ни одной надписи, указывающей на характер их использования. Считается, что эти резервуары не только служили для сельскохозяйственных нужд, накапливая воду в сезон дождей и расходуя её в сухой, но и играли символическую роль мирового океана, окружающего гору Меру, обитель богов.
Сегодня на территории барая расположены деревни Прадак и Донтаок, свободные от застройки земли заняты сельхозугодьями. Тем не менее, границы барая хорошо видны на фотографиях, сделанных из космоса. В центре барая расположен храм Восточный Мебон, стоявший некогда на острове.